# Serb (Gipfel)
Der Serb ist ein Gipfel der gleichnamigen Region Serb in British Columbia in Kanada. 
Der 2317 m hohe vergletscherte Berg befindet sich in den Bulkley Ranges, einem Gebirgszug der Hazelton Mountains. Er ist auf allen Seiten sehr steil, so dass auch von den einfachsten Ausgangspunkten, den Bächen Serb Creek oder Milk Creek, der Aufstieg sehr schwierig ist. Der inoffizielle Name des Gipfels geht auf den Bach Serb zurück, der aus dem Nordhang des Berges entspringt, dessen Name wiederum geht auf die Serben zurück.

## Lage
Serb ist die höchste Erhebung eines Bergmassivs nördlich des Telkwa-Passes. Der nächste höhere Gipfel ist der Mount Miligit mit 2306 Metern, etwa 6,3 Kilometer in westsüdwestlicher Richtung gelegen. Der nächste größere Ort ist Smithers, etwa 40 Kilometer in östlicher Richtung. Der Bach Serb Creek, nach dem der offiziell namenlose Gipfel benannt wurde, entspringt etwa zwei Kilometer weiter nördlich am Hang des Serb.